# Aporodesmus gabonicus
Aporodesmus gabonicus är en mångfotingart som först beskrevs av Lucas 1858.  Aporodesmus gabonicus ingår i släktet Aporodesmus och familjen Cryptodesmidae. Utöver nominatformen finns också underarten A. g. sellae.